# あら川の桃
あら川の桃（あらかわのもも）は、和歌山県紀の川市桃山町で生産されている桃の代表的なブランド。1994年（平成6年）7月29日に「あら川の桃」および「あらかわの桃」の名称が特許庁に商標登録されている。

## 概要
安楽川地区（荒川荘）での桃栽培は、1782年（天明2年）に摂津国池田荘（現在の大阪府池田市）より桃樹を導入したことに始まるとされている。その後、桃の栽培に適した排水の良い砂質土と紀の川の恵まれた水源に加え、温暖な気候等により、栽培面積は増加した。また、その間、栽培技術の向上や品種の研究により非常に高質な桃が生産され、明治時代以降は「あら川の桃」として和歌山市場を中心に販売されていたが、交通機関の発達により大阪を中心とした関西市場をはじめ、一時は北海道にまで販路を拡大した。
しかし、商標使用許可を得ずに「あら川の桃」の名称を使用した桃が市場で流通し、消費者はじめ市場関係者からの桃の品質等に関する苦情等も増加した。このことから、2002年（平成14年）1月に桃山町内の桃生産農家をはじめ、各生産組合等が集まり「あら川の桃振興協議会」が設立され、登録商標の一元管理と桃の品質向上に努めるべく様々な活動を行っている。

## 特徴
安楽川の土地は、砂地であることから近隣の土地と比べて水はけが良いので桃の生産には条件が良かった。そして、温暖な気候と肥沃な土壌といった条件にも恵まれたことから、この地域で生産される桃は、味や食感がよい上に傷みにくく棚持ちが良いというすぐれた特徴を備えている。